# Gough
Gough (ang. Gough Island, port. Gonçalo Alvares) – wulkaniczna wyspa na południu Oceanu Atlantyckiego, której najwyższy szczyt (Edinburgh) sięga 910 m n.p.m. Znajduje się około 350 kilometrów na południowy wschód od brytyjskich wysp Tristan da Cunha, 2700 km od Kapsztadu i ponad 3200 km od najbliższego lądu Ameryki Południowej.
Wyspa ma 13,9 km długości i 8 km szerokości. Leży na szlaku silnych wiatrów, tak zwanych ryczących czterdziestek. Roczny opad przekracza 2500 mm deszczu. Należy do Wielkiej Brytanii, a jedynymi mieszkańcami są pracownicy stacji meteorologicznej, którą Południowa Afryka utrzymuje nieustannie na wyspie od 1956. Obszar zajmowany przez stację należy administracyjnie do RPA i stanowi część miasta Kapsztad.

## Historia
Wyspa Gough została odkryta w 1505 lub 1506 przez portugalskiego żeglarza Gonçalo Álvaresa, który nadał jej nazwę Diego Alvarez. Dużo później, bo dopiero w 1731, wyspę odwiedził kapitan Charles Gough z brytyjskiego statku Richmond. Dokładna lokalizacja nie była znana przez wiele lat, ale ostatecznie ustalili ją brytyjscy i amerykańscy łowcy fok i wielorybów, którzy używali nazwy Gough.

## Stacja badawcza
Stację badawczą na wyspie Gough obsługuje następujący personel:
- 1 starszy meteorolog i 2 młodszych meteorologów
- biolodzy (ich liczba zależy od prowadzonych badań)
- 1 mechanik silników Diesla
- 1 technik radiowy
- 1 lekarz.

Ekspedycja trwa średnio przez 13 miesięcy od momentu opuszczenia Kapsztadu, zwykle od września do października następnego roku.

## Przyroda

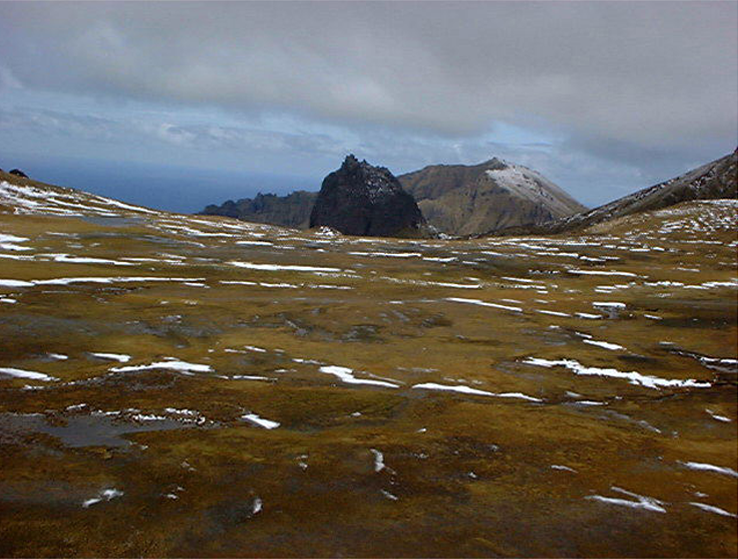
Krajobraz wyspy

Gough jest chroniona jako rezerwat przyrody, wpisany na listę światowego dziedzictwa UNESCO jako jeden z najmniej zniszczonych ekosystemów tego rodzaju i jedno z najbezpieczniejszych miejsc gniazdowania morskich ptaków na Atlantyku. Gnieździ się tu niemal cała światowa populacja albatrosa atlantyckiego (Diomedea dabbenena) i petrela białobrzuchego (Pterodroma incerta), występują także dwa endemiczne gatunki: wyspiarczyk (Rowettia goughensis) i nielotna kokoszka południowa (Gallinula comeri).
W 2007 roku naukowcy badający występującą na Gough populację myszy domowej wykazali, że gryzonie te osiągają rozmiary trzykrotnie większe od typowych (u wyspiarskich populacji drobnych ssaków częsty jest gigantyzm) i są agresywnymi drapieżnikami, atakującymi pisklęta ptaków morskich.